# 7년 전쟁 (드라마)
《7년 전쟁》은 촬영 예정인 드라마이다. OTT 드라마로 제작된다고 하며, 캐스팅은 완료되었다. 김한민 감독의 첫 드라마이다. 김한민은 이순신 3부작 중 마지막 작품인 《노량: 죽음의 바다》 쿠키 영상에서 이어지는 작품으로 답하였다.
드라마는 8부작으로 제작된다고 하며 OTT 서비스를 통해 방송될 것이라고 하였다.

## 제작진
- 연출: 김한민
- 각본: 이상현
- 제작: 사람엔터테인먼트

## 등장인물
- 미상: 이순신 역
- 미상: 이덕형 역
- 미상: 류성룡 역
- 미상: 고니시 유키나가 역
- 미상: 심유경 역
- 미상: 소오 요시토시 역
- 미상: 가토 기요마사역
- 미상: 구키 요시타카역

## 같이 보기
- 김한민 감독 이순신 3부작